# Kiskimere, Pennsylvania
Kiskimere, Pennsylvania (енгл. Kiskimere) насељено је место без административног статуса у америчкој савезној држави Пенсилванија.

## Демографија
По попису из 2010. године број становника је 136.
| Група             | 2000.    | 2010.       |
| Белци             | 0 (0,0%) | 119 (87,5%) |
| Афроамериканци    | 0 (0,0%) | 15 (11,0%)  |
| Азијати           | 0 (0,0%) | 0 (0,0%)    |
| Хиспаноамериканци | 0 (0,0%) | 0 (0,0%)    |
| Укупно            | 0        | 136         |